# Dikninge (Amsterdam)
Dikninge is een straat in Amsterdam-Zuid, Buitenveldert.

## Geschiedenis en ligging
De straat kreeg haar naam per raadsbesluit van 14 juni 1961 en werd daarbij vernoemd naar landgoed Dickninge. Meerdere straten in de buurt zijn vernoemd naar landgoederen. De straat begint bij brug 816 over een afwateringstocht gelegen tussen twee woonwijken in Buitenveldert-Oost. Ze loopt vervolgens naar het zuiden, kruist de hoofdverkeersroute Arent Janszoon Ernststraat, waar ook de winkels van de buurt gevestigd zijn. Ze eindigt op Nedersticht.
De straat werd ingericht volgens het Algemeen Uitbreidingsplan (AUP) van onder andere Cor van Eesteren. Daar waar het AUP in Amsterdam Nieuw-West bestemd was voor arbeiders, was het in Dikninge voornamelijk ter huisvesting van de middenklasse. De woningen zijn dan ook iets luxer van opzet.
Kunst in de openbare ruimte is er behalve de steentjes op de trappenhuizen niet te vinden. De straat is vanwege de buurtopzet niet geschikt voor openbaar vervoer; het noordelijk deel loopt dood; het zuidelijk deel kent een haakvorm. Het grootste deel van de straat heeft een middenterreintje met parkeerplaatsen.

## Gebouwen
Huisnummers lopen op van 1 tot en met 191 al missen er een behoorlijk aantal nummers. De bouw voert terug op de jaren rond 1965 met galerijwoningen bestaande uit een begane grond met woningen en/of bergingen met daarop drie woonlagen. Er zijn hier drie architectenkoppels aan het werk geweest in het RBM-systeem (een stapelbouwvariant van de Rijnlandsche Betonbouw Maatschappij, later opgegaan in Intervam). Dikninge is puur gericht op wonen.
Het noordelijk deel werd bebouwd door twee rechte flats met galerijwoningen (huisnummers 1-79 en 12-90). Johan Brouwer (1884-1966) en C.W. Schalling ontwierpen hier 156 woningen. De trappenhuizen staan buiten het gebouw en zijn voorzien van kleurige tegeltjes. Opvallend zijn ook de schilden bij de ronde trappenhuizen aan de noordkant. Dit deel van de straat bevat ook een beperkt aantal garageboxen (huisnummer 2-10), welke ontworpen zijn door J. Kromhout en Jacob Groet.
Het zuidelijke deel werd bebouwd met haakvormige flats van dezelfde orde en grootte. De flats in L-vorm zijn ontworpen door Theo Lammers en J.A. Riesener en herbergen 352 woningen. 

## Afbeeldingen

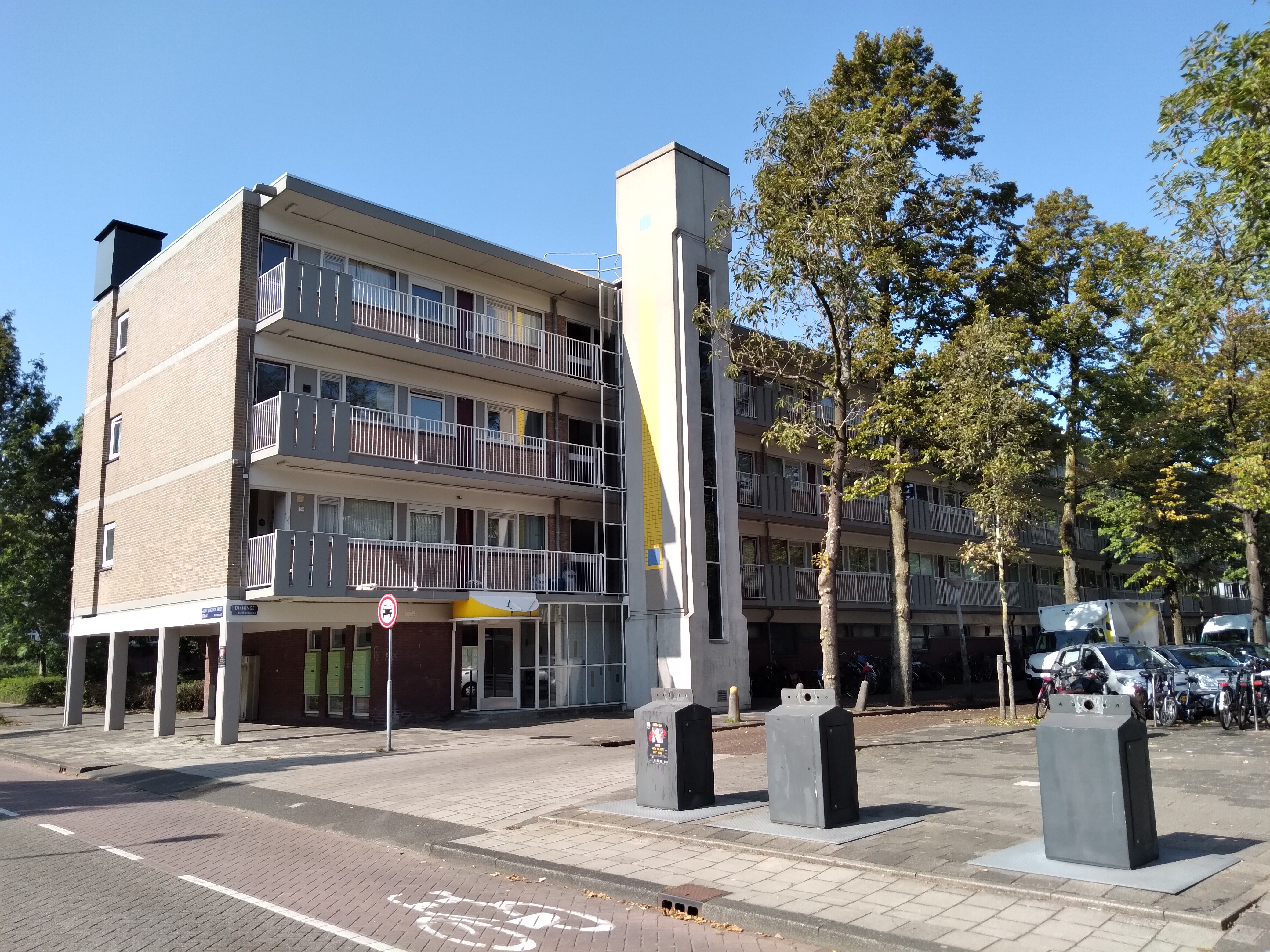
Dikninge 12-80 met gele tegels (september 2020)
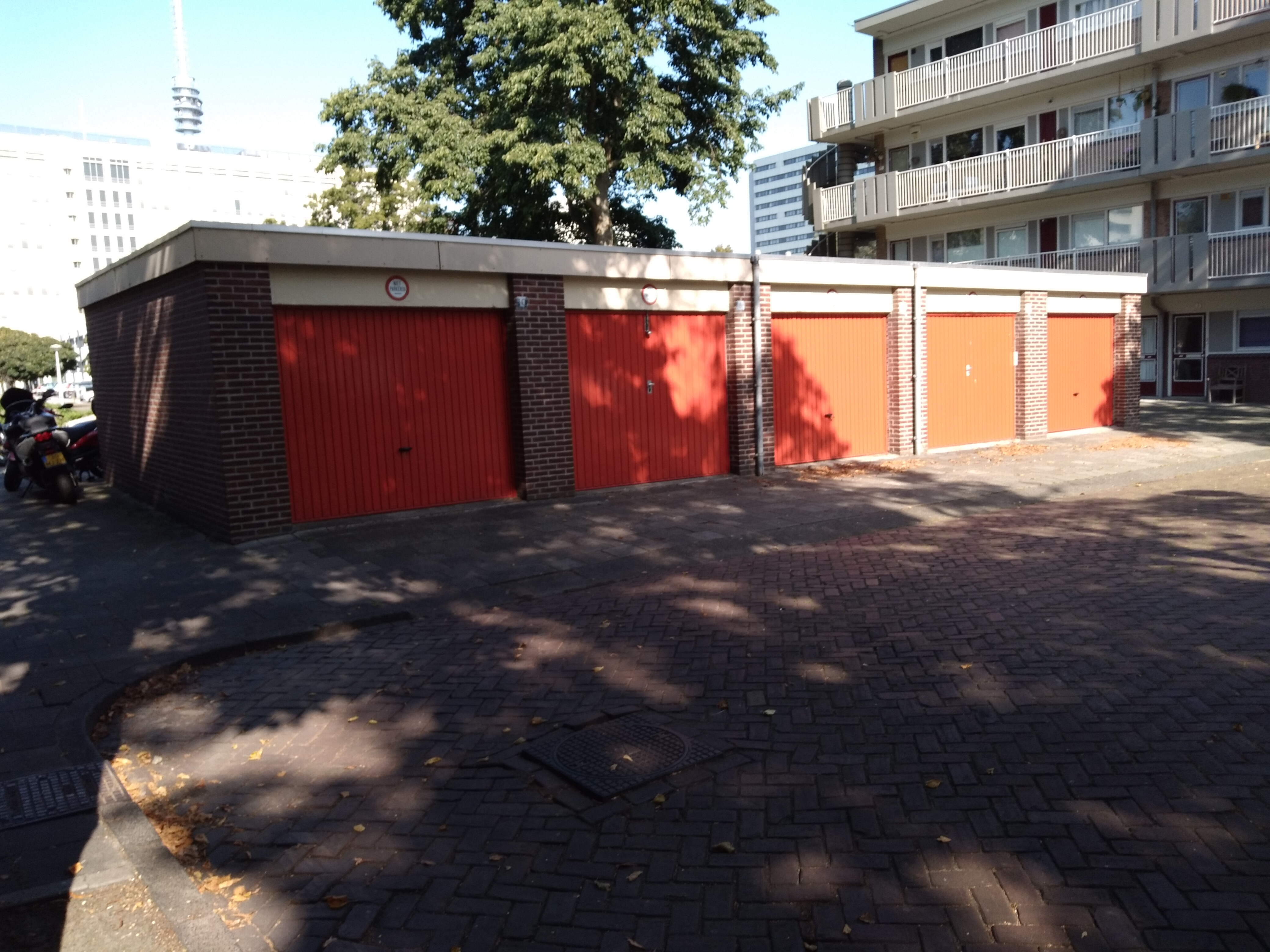
Dikninge 2-10 (garageboxen (september 2020)
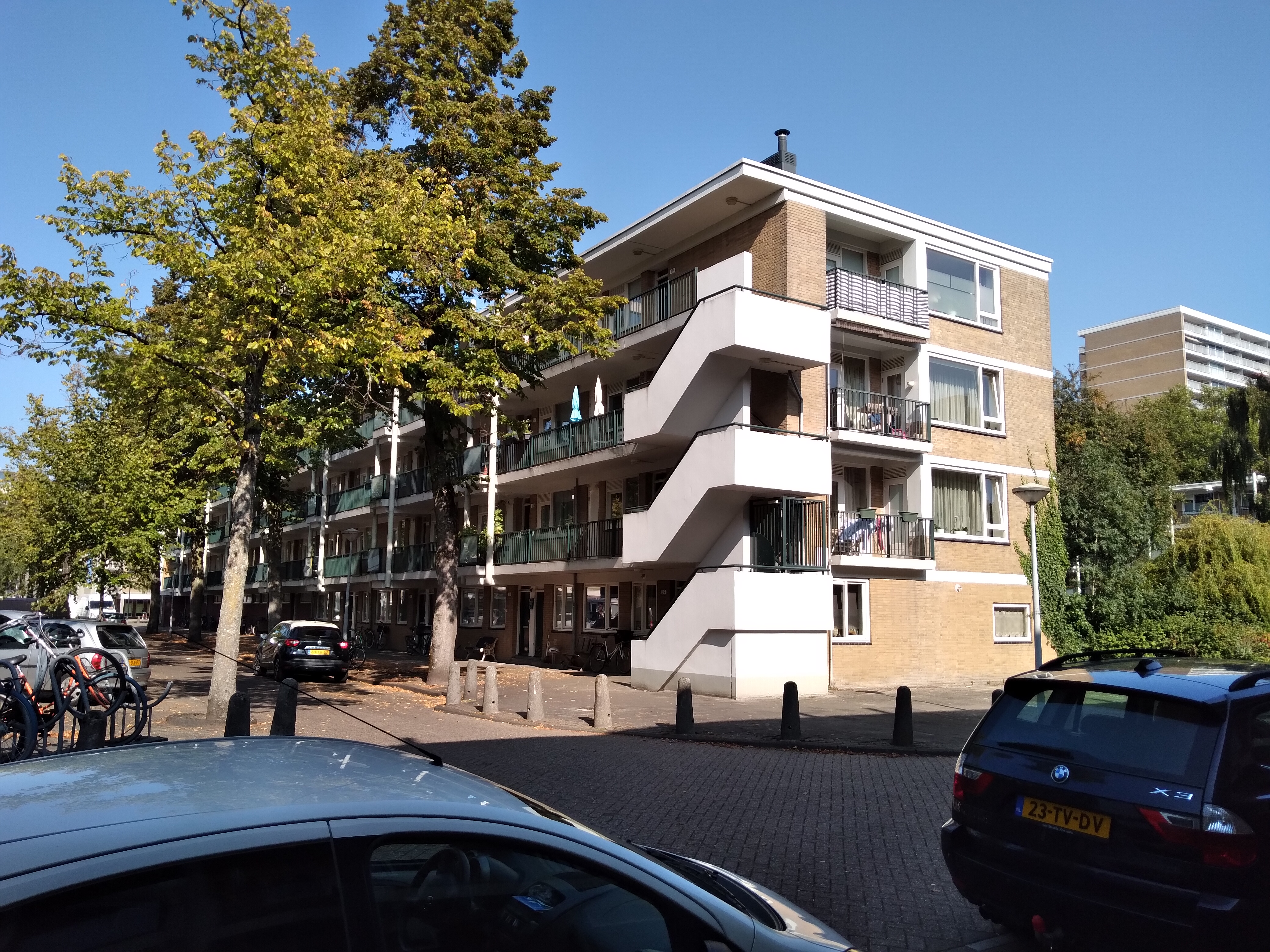
Dikninge 81-191 (september 2020)
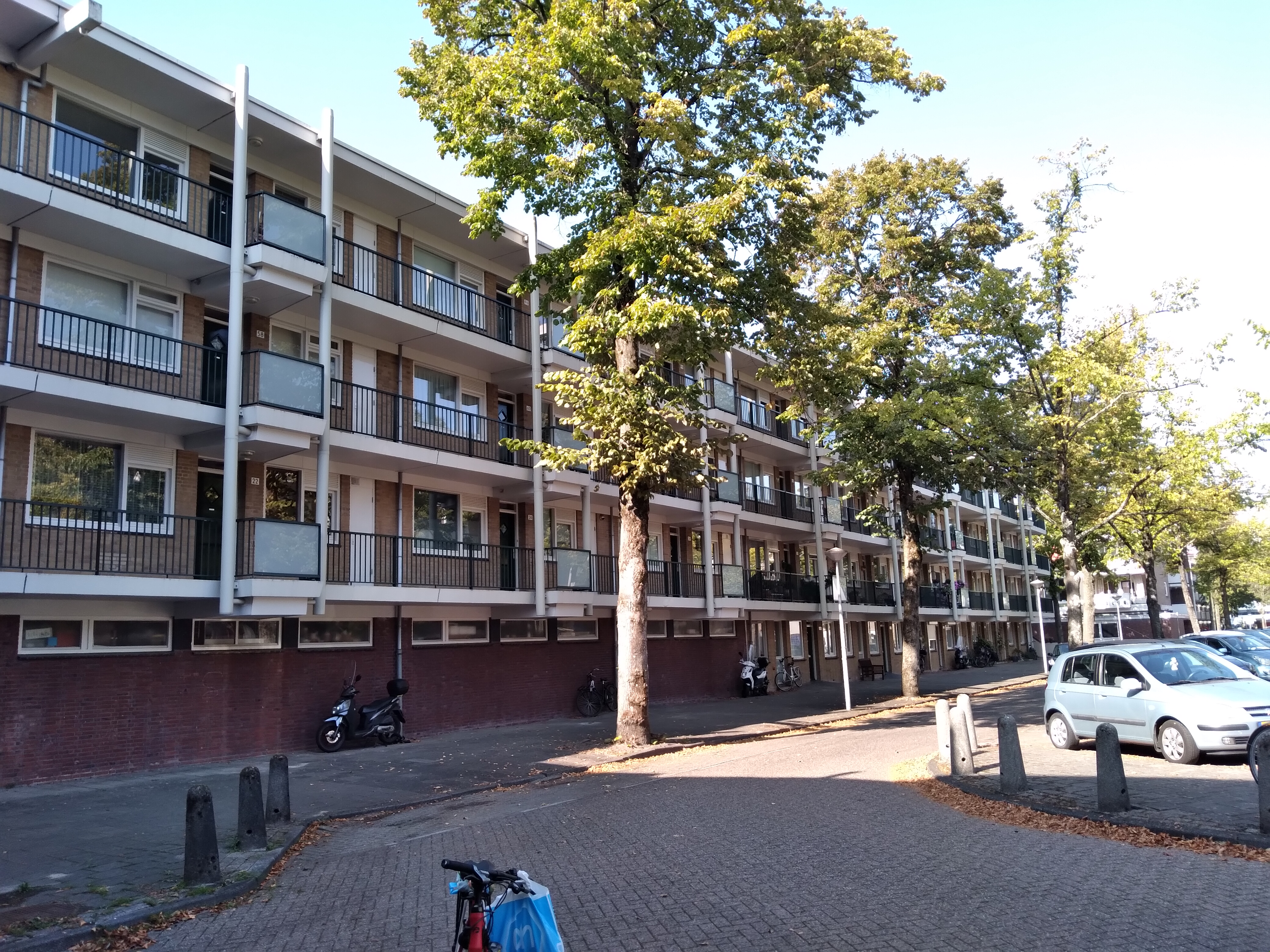
Dikningen 112-128 (september 2020)